# Parargidia vacillans
Parargidia vacillans là một loài bướm đêm trong họ Noctuidae.